# مارجوری بنت
مارجوری بنت (انگلیسی: Marjorie Bennett؛ ۱۵ ژانویهٔ ۱۸۹۶ – ۱۴ ژوئن ۱۹۸۲) یک هنرپیشه اهل استرالیا بود. وی بین سال‌های ۱۹۱۷ تا ۱۹۸۰ میلادی فعالیت می‌کرد.
از فیلم‌ها یا برنامه‌های تلویزیونی که وی در آن نقش داشته است می‌توان به چه بر سر بیبی جین آمد؟، فریب کوگان، مری پاپینز، موسیو وردو، روشنی‌های صحنه، برگ‌های پاییزی، مرگبار ببوس مرا، سگ‌دو اشاره کرد.